# Barrinadora dels geranis
La barrinadora dels geranis (Cacyreus marshalli) és una espècie de lepidòpter papilionoïdeu de la família dels licènids (Lycaenidae). És d'origen sud-africà, i la seva larva s'alimenta dels geranis (gènere Pelargonium), que són del mateix origen. És present als Països Catalans, on és una espècie invasora.

## Expansió
El 1989 se'n va detectar la presència a Mallorca, el 1993 va saltar a Catalunya i el País Valencià, i després s'ha escampat per una bona part d'Europa i s'ha convertit en una plaga per als geranis domèstics, però no ha afectat les espècies autòctones. Això pot resultar sorprenent, perquè a l'Àfrica no sols s'alimenta de les plantes del gènere Pelargonium, sinó també de les del gènere Geranium, que també és autòcton a Europa. A diferència del que passa al territori d'origen, on no constitueix una plaga, als Països Catalans no té depredadors naturals i està catalogada com a invasora.

## Biologia
La femella pon els ous sobre els capolls florals o sobre les fulles dels geranis, i l'eruga, quan neix, fa túnels per dins de la fulla o el capoll mentre se'ls va menjant. Quan creix més, l'eruga surt a fora i continua menjant-se els capolls des de fora, si són prou abundosos. Si no, entra a la tija pels brots terminals i se la va menjant per dintre mentre va baixant. És aleshores quan més perjudica la planta, que es pot morir o quedar molt malmesa.